# 路上集I號
『路上集I號』是日本創作歌手・川嶋愛在2005年9月28日發售的第一張重製專輯。

## 解説
將第一、二張迷你專輯的收錄曲重新錄音製作的重製專輯。
除了重製曲以外收錄了兩首新曲目。

## 收錄曲
※全部的作詞‧作曲皆為川嶋愛。
1. 玻璃的心（ガラスの心）
編曲：武部聰志
出自第1張迷你專輯『從這個地方…』。原曲名為『玻璃中的我（ガラスの中の私）』
2. 朝向未來的道路（Hyper”ai”Mix）（未来への道（Hyper”ai”Mix））
編曲：直樹
出自第1張迷你專輯『從這個地方…』。
3. 天使們的旋律（Street Live Ver.）（天使たちのメロディー（Street Live Ver.））
編曲：川嶋愛
出自第1張迷你專輯『從這個地方…』。
4. My Story
編曲：直樹
出自第1張迷你專輯『從這個地方…』。
5. blessing-祈禱-（blessing-祈り-）
編曲：KOUHEI
出自第2張迷你專輯『直到能展翅那天…』。
6. 不會飛的鳥（飛べない鳥）
編曲：直樹
出自第2張迷你專輯『直到能展翅那天…』。
7. 最後的夕陽（最後の夕日）
編曲：直樹
出自第2張迷你專輯『直到能展翅那天…』。
8. 從那裡開始（そこから始めよう）
編曲：KOUHEI
出自第2張迷你專輯『直到能展翅那天…』。
9. 可稱為永遠的道路（永遠と呼べる道）
編曲：川嶋BAND
出自第2張迷你專輯『直到能展翅那天…』。
10. 左投手（サウスポー）
編曲：長澤孝志
日本職棒福岡軟體銀行鷹和田毅登場歌曲。
11. 更加！（もっと！）
編曲：長澤孝志
花王8×4「'05春編」CF歌曲
12. 啟程的那一天…（instrumental）（旅立ちの日に…（instrumental））
編曲：川嶋愛

## 外部連結
- 川嶋愛『懷念的入手困難音源再次發售！』 （页面存档备份，存于）oricon.2009.10.14閲覧（日語）